# Вербівська волость (Балтський повіт)
Вербівська волость — історична адміністративно-територіальна одиниця Балтського повіту Подільської губернії Російської імперії. Волосний центр — село Вербове.
Станом на 1885 рік складалася з 5 поселень, 5 сільських громад. Населення — 5485 осіб (2752 чоловічої статі та 2733 — жіночої), 871 дворових господарств.
|                     | Площа, десятин | У тому числі орної, дес. |
| ------------------- | -------------- | ------------------------ |
| Сільських громад    | 5927           | 5159                     |
| Приватної власності | 5987           | 4388                     |
| Удільної власності  | 1955           | 1800                     |
| Іншої власності     | 306            | 214                      |
| Загалом             | 14175          | 11561                    |

- Вербове
- Грузьке
- Клинове
  - Нове Клинове[2]
- Краснопіль
- Крутеньке
- Семидуби